# Франсуа Лафон
Франсуа Лафон (фр. François Lafon; 13 липня 1846, Париж — 1913, Нейї-сюр-Сен) — французький художник.
Лафон отримав перші художні настанови від свого батька, художника Жака-Еміля Лафона (1817—1886). За його підтримки Лафон згодом став студентом Школи витончених мистецтв, де навчався у Александра Кабанеля.
Коли життя нормалізувалося після франко-прусської війни, зміг зробити свій дуже успішний дебют у 1875 році на великій щорічній виставці в Салоні Парижа. Після кількох років успішної роботи він був прийнятий членом Національного товариства витончених мистецтв у 1890 році.

## Галерея творів

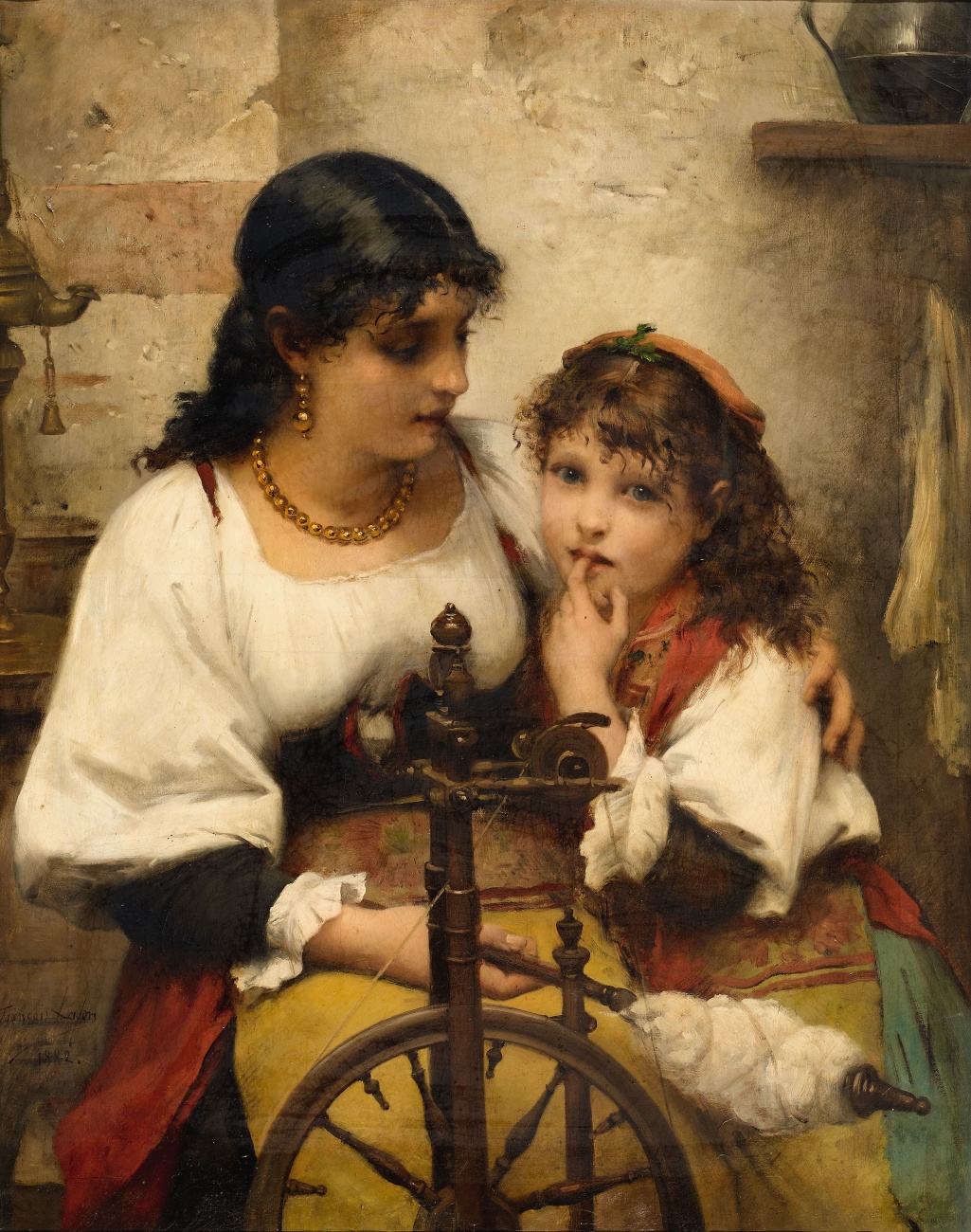
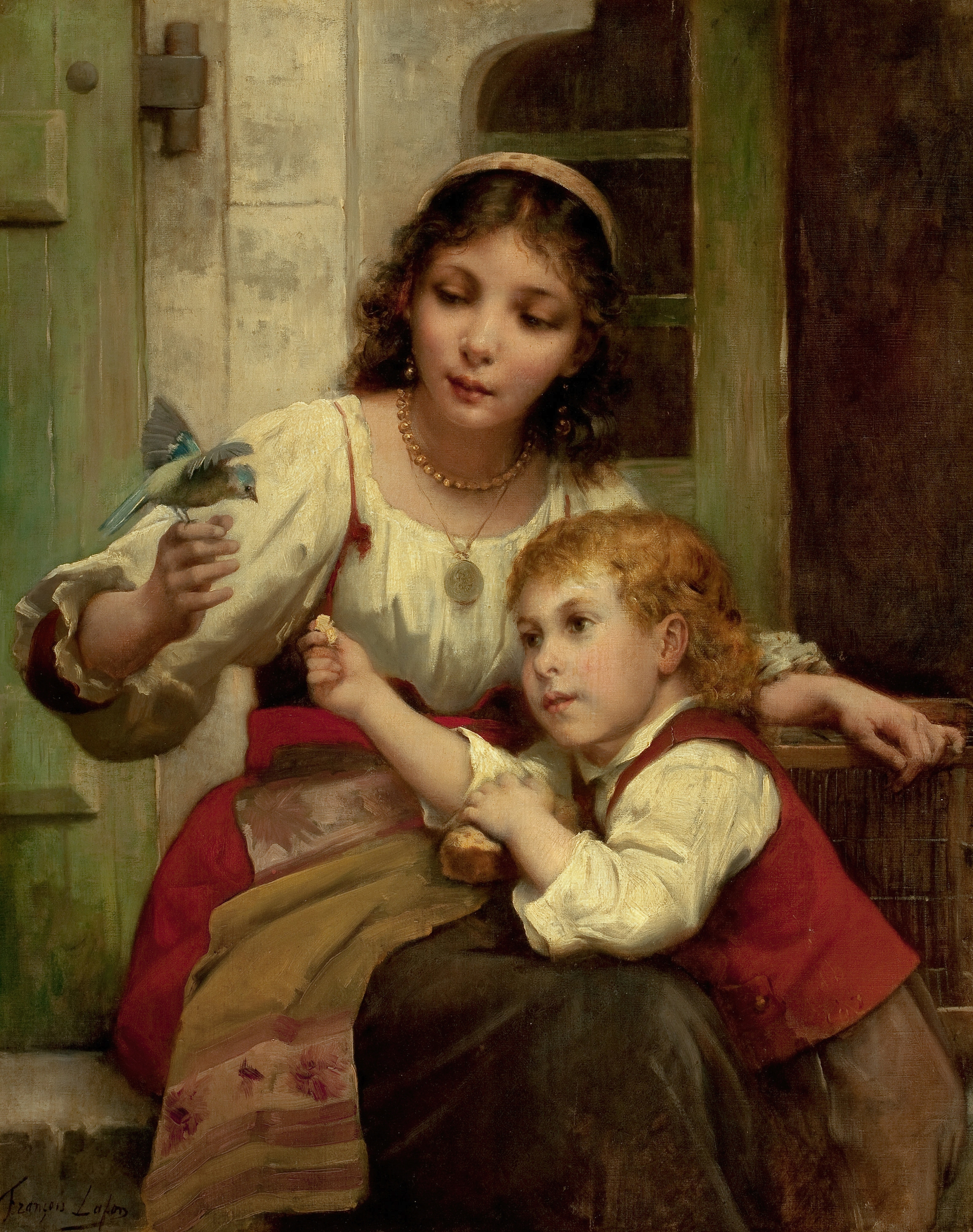